# Пако де Лусена
Пако де Лусена (настоящие имя и фамилия — Франсиско Диас Фернандес) (исп. Paco de Lucena; 1859, Лусена (Кордова) — 1898, там же) — испанский музыкант, гитарист, исполнитель фламенко, певец.

## Биография
Обучался искусству гитары фламенко в Малаге, прославился, выступая в Севилье в кафе Silverio.
В 1878 году Пако играл в труппе Cantes y Bailes Andaluces в кафе el Recreo в Кордове. В 1879 г. выступал в кафе Gran Capitan тоже в Кордове.
Пако внёс в свою игру много элементов классической техники. К ним относятся сложные арпеджио (arpeado), тремоло классического типа (p, a,m, i). Кроме этого, Пако обогатил свои вариации необычными для того времени аккордами, приводя в восторг слушателей.
До 1898 г. вёл тихую жизнь гитариста в родном городе. Говорят, что у Пако была интересная причуда, которая заключалась в том, что в день открытия нового сезона он ломал свою гитару, считая, что после починки она лучше звучит. Игру Пако де Лусены очень высоко ценил Андрес Сеговия, он даже записал на ноты несколько его вариаций на темы солеа.
Был женат на певице фламенко Ла Паррала.
В 150-ю годовщину со дня рождения Пако де Лусены 27-31 мая 2009 года в замке в Люсении состоялся торжественный концерт музыки фламенко, посвящённый музыканту.